# Jota (litera)
Jota (ἰῶτα, pisana Ιι lub ℩) – dziewiąta litera alfabetu greckiego oznaczająca samogłoskę "i". W greckim systemie liczbowym oznacza liczbę 10.

## Użycie jako symbolu

### Ι
Majuskuły joty nie używa się jako symbolu, ponieważ wygląda ona tak samo jak łacińska litera I.

### ι
Zobacz też: skrót jednoliterowy.

#### Użycie w Biblii
Jota była najmniejszą literą alfabetu greckiego. Ewangelia Mateusza w wypowiedzi Jezusa (Mt 5,18) używa wyrażenia „ani jedna jota, ani jedna kreska” dla podkreślenia, że nawet najmniejsza litera w Prawie nie zostanie zmieniona, dopóki trwają niebo i ziemia.

## Kodowanie
W Unicode litera jest zakodowana:
| Znak | Unicode | Kod HTML                       | Nazwa unikodowa                | Nazwa polska                      |
| ---- | ------- | ------------------------------ | ------------------------------ | --------------------------------- |
| Ι    | U+0399  | &Iota; lub &#x0399; lub &#921; | GREEK CAPITAL LETTER IOTA      | wielka litera grecka jota         |
| ι    | U+03B2  | &iota; lub &#x03B2; lub &#946; | GREEK SMALL LETTER IOTA        | mała litera grecka jota           |
| ℩    | U+2129  | &#x2129; lub &#8489;           | TURNED GREEK SMALL LETTER IOTA | odwrócona mała litera grecka jota |

W LaTeX-u używa się znacznika:
| Znak                         | LaTeX |
| ---------------------------- | ----- |
| {\displaystyle \mathrm {I} } | \Iota |
| {\displaystyle \iota }       | \iota |